# Lương Châu từ
Lương Châu từ (凉州词) là bài thơ thất ngôn tứ tuyệt nổi tiếng của Vương Hàn (王翰) được sáng tác từ tên gọi của một điệu hát cổ của người Trung Hoa nói về chủ đề trận mạc, biên ải. Trong thơ cổ Trung Hoa, nhiều điệu hát dân gian như các từ, khúc Thượng chi hồi, Chiến thành nam, Tương tiến tửu, Hoàng tước hành, Lạc mai hoa... được rất nhiều nhà thơ ưa chuộng và thường dùng để đặt tên cho tác phẩm của mình, đặc biệt trong Đường thi.
Vương Chi Hoán, một tác giả thời Sơ Đường cũng có bài thơ Lương Châu từ (hay còn có tên Xuất tái-Lương Châu từ) nhưng không nổi tiếng bằng.

## Văn bản
| 葡萄美酒夜光杯, 欲飲琵琶馬上催. 醉臥沙場君莫笑, 古來征戰幾人回? | Bồ đào mỹ tửu dạ quang bôi, Dục ẩm tì bà mã thượng thôi. Túy ngọa sa trường quân mạc tiếu, Cổ lai chinh chiến kỉ nhân hồi? |

## Dịch ý
Rượu Bồ đào (rượu từ quả nho - rượu ngon) chứa trong chén bằng ngọc Dạ quang (rất quý);
Đang muốn uống thì tiếng đàn tỳ bà đã giục (phải) lên lưng ngựa (để ra đi);
(Đã hoặc nếu) Say nằm giữa chiến trường, mong người đừng cười (chê trách);
(Bởi vì) Từ xưa đến nay, người đi chinh chiến có mấy ai trở về.